# جيوفاني كاربوني
جيوفاني كاربوني (بالإيطالية: Giovanni Carboni) (و. 1995  م) هو راكب دراجة هوائية إيطالي، ولد في فانو.

## سجل الفوز

### سباقات أو مراحل فاز بها
| التاريخ       | السباق                                                        | المركز                                            |
| ------------- | ------------------------------------------------------------- | ------------------------------------------------- |
| 05 يوليو 2015 | طواف سيبيو للدراجات 2015                                      |                                                   |
| 05 يونيو 2016 | 2016 Peace Race U23                                           | السابع في التصنيف العام، الثامن في تصنيف النقاط   |
| 22 يونيو 2016 | سباق الطريق ضد الساعة للرجال تحت 23 سنة في بطولة إيطاليا 2016 |                                                   |
| 02 أبريل 2017 | تروفيو بانكا بوبولار دي فيتشنزا 2017                          | التاسع في التصنيف العام                           |
| 25 مارس 2018  | كوبي وبارتالي 2018                                            | العاشر في تصنيف أفضل شاب                          |
| 20 أبريل 2018 | جيرو ديل ترينتينو 2018                                        | السادس في تصنيف أفضل شاب                          |
| 24 يونيو 2018 | سباق أدرياتيكي يونيكا 2018                                    | الثاني في تصنيف أفضل شاب، السابع في التصنيف العام |
| 14 يوليو 2018 | طواف النمسا 2018                                              | الثامن في التصنيف العام                           |
| 18 أغسطس 2018 | طواف ليموزين 2018                                             | الثامن في تصنيف أفضل شاب                          |
| 24 أغسطس 2018 | تور دو بويتو-شارنتيس 2018                                     | الخامس في تصنيف أفضل شاب                          |
| 23 يونيو 2019 | روتي دو سود 2019                                              | الثالث في تصنيف أفضل شاب، السادس في التصنيف العام |
| 26 مايو 2024  | طواف اليابان 2024                                             |                                                   |
| 06 أبريل 2025 | طواف اليونان 2025                                             |                                                   |

## روابط خارجية
- جيوفاني كاربوني على موقع الاتحاد الدولي للدراجات (الإنجليزية)
- جيوفاني كاربوني على موقع أرشيف الدراجات (الإنجليزية)
- جيوفاني كاربوني على موقع إحصائيات الدراجات الإحترافية (الإنجليزية)